# Carolin Lelewel
Carolin Lelewel (* 22. September 1991; ehemals bekannt als Carolin Brunk) ist eine deutsche Synchronsprecherin, Hörspielsprecherin und Werbesprecherin.

## Leben
Lelewel begann im Jahr 2012 ein Studium im Bereich Journalistik an der DEKRA Hochschule für Medien, das sie 2015 beendete, woraufhin sie einer Sprachausbildung an der sprechbar in berlin anfing. 2017 endete ihre Ausbildung und Lelewel machte ein Sprechcoaching bei Carmen Molinar. In den Folgejahren nahm sie an einem Hörbuchsprecher-Workshop von Peter Eckhart Reichel und einem Synchrontraining bei Peter Minges teil. Seit 2020 besucht sie den Theaterkurs „Non Acting“ nach Strassberg & Meisner. Im Bereich der Synchronisation hatte Carolin Lelewel bisher über 100 Sprechrollen.
Lelewel lebt in Berlin.

## Sprechrollen (Auswahl)

### Filme
- 2018: als Darya in Damascus Under Fire
- 2019: Alan B. Jones als Renee in Love in the Sun
- 2019: Victoria Park als Lily Mori in Plus One
- 2019: Unnimaya Prasad als Dr. Nirmala in Virus – Unsichtbarer Tod
- 2020: Jazmin Monee' Brehaut als Chantelle in All Day and a Night
- 2020: als Fernsehsprecherin #1 in Atomic Summer
- 2020: Rebecca Gibian als Mr. Bakers Assistentin in French Exit
- 2020: Meredith Hagner als Heather in Horse Girl
- 2020: Liza Lapira als Lizzie Lynch in Moderne Verführung
- 2020: Lauren Swickard als Bridget in Sugar Date – Luxus hat seinen Preis
- 2020: Colby Crain als Krankenschwester in Wander
- 2020: Elizabeth Selby als Zoe in Wander
- 2021: Naaji Kenn als Wanda in Anschlag auf Station 33
- 2021: Virginia Newcomb als Caroline Gaines in The Betatest – Die Versuchung
- 2021: Eilidh Loan als Rhona in A Castle for Christmas
- 2021: Katarzyna Sawczuk als Marianna in Girls to Buy
- 2021: Ekaterina Ermishina als Sveta in Hetzjagd – Auf der Spur des Killers
- 2021: Elle McAdam als Samantha in Die Hochzeit meiner Chefin
- 2021: Natalie Mitson als Valerie in Last Train to Christmas
- 2021: Tommie-Amber Pirie als Renee in The Retreat: No Way Out
- 2021: Brandi Bravo als Clove Martinez in Rogue Hostage
- 2021: Mayu Hotta als Ikumatsu in Rurouni Kenshin: The Beginning
- 2021: Lola Aubrière als Eva in Savage Days
- 2021: Rhiannon Fish als Aria in Schokolade und Liebe
- 2021: Kylie Bunbury als Anna in Warning
- 2022: Karolina Szeptycka als Milena in Lieferung vor Weihnachten
- 2022: Almar G. Sato als Klara in Mad Heidi
- 2022: Syd Skidmore als Syd in Me Time
- 2022: Victoria Fox als Claire in Mein Freund, seine amische Familie und ich
- 2022: Dora Davis als Sylvie in My Policeman
- 2022: Caito Aase als Angie Pitarelli in Revealer
- 2022: Francesca Xuereb als Kim White in Room 203
- 2022: Sol Miranda als Simone in Rule 34
- 2022: Yerin Ha als Tracey in Sissy
- 2022: Julia Sandstrom als Molly Jones in Slayers
- 2022: Jena Malone als Alice in Swallowed – Es ist in dir
- 2022: Naina Sareen als Shilpa in Tell It Like a Woman
- 2022: Casey Hartnett als Allie in Terrifier 2
- 2022: Louise Manteau als Elaine in Wolfkin
- 2023: Shannon Dalonzo als Sarah in The Fearway
- 2023: Jiyeon als Min-jeong in Gangnam Zombie
- 2023: Gillian White als Akilah in The Island – Auge um Auge
- 2023: Sandra Benhumea als Pilar in Königinnen auf der Flucht
- 2023: Sallie Harmsen als Liv in Noise
- 2023: Lauren Okadigbo als Elda in The Siege – Die Belagerung
- 2023: Nadia Sine als Rose McCAffrey in Best. Christmas. Ever!

### Serien
- 2022: Eri Yukimura als Anri Teieri in Blue Lock
- 2023: Eleanor Lambert als Leonie in Dead Ringers – Die Unzertrennlichen
- 2023: Chestha Bhagat als Meher in Gangs of Bombay
- 2023: Miriam-Teak Lee als Wanda About in LEGO CITY No Limits
- 2023: Yuka Adachi als Lehrerin in Mashle: Magic and Muscles
- 2023: Sofia Carson als Sofia Carson in The Muppets Mayhem
- 2023, 2025: Ashleigh Ball als Dr. LaRow in Ninjago: Aufstieg der Drachen